# Europees kampioenschap voetbal 2008
Het Europees kampioenschap voetbal mannen 2008 vond van 7 tot en met 29 juni plaats in Zwitserland en Oostenrijk. Na het EK 2000, dat was gehouden in Nederland en België, was dit de tweede keer dat een EK door twee landen gezamenlijk werd georganiseerd.
Dit EK werd in het Ernst Happelstadion gewonnen door Spanje. De finale tegen Duitsland werd met 1-0 gewonnen door een doelpunt van Fernando Torres.

## Organisatie

### Toewijzing
Het toernooi werd toegekend aan Zwitserland en Oostenrijk na een stemming onder het uitvoerende comité van de UEFA op 12 december 2002. Hiermee hielden zij zes andere (combinaties van) landen achter zich:
- Rusland
- Hongarije
- Bosnië en Herzegovina en  Kroatië
- Denemarken,  Finland,  Noorwegen en  Zweden
- Schotland en  Ierland
- Griekenland en  Turkije

### Stadions
| Wenen                                                            | Klagenfurt                         | Salzburg                           | Innsbruck                     |
| ---------------------------------------------------------------- | ---------------------------------- | ---------------------------------- | ----------------------------- |
| Ernst Happelstadion Capaciteit: 53.295                           | Hypo-Arena Capaciteit: 31.957      | Wals-Siezenheim Capaciteit: 31.020 | Tivoli Neu Capaciteit: 31.600 |
| Ernst Happelstadion                                              | Hypo-Arena                         | EM-Stadion Wals-Siezenheim         | Tivoli Neu                    |
| 3 groepswedstrijden, 2 kwartfinales, 1 halve finale, finale      | 3 groepswedstrijden                | 3 groepswedstrijden                | 3 groepswedstrijden           |
|                                                                  |                                    |                                    |                               |
| St. Jakob-Park Capaciteit: 42.000                                | Stade de Suisse Capaciteit: 31.907 | Stade de Genève Capaciteit: 31.228 | Letzigrund Capaciteit: 30.000 |
| St. Jakob-Park                                                   | Stade de Suisse                    | Stade de Genève                    | Letzigrund                    |
| 3 groepswedstrijden w.o. opening, 2 kwartfinales, 1 halve finale | 3 groepswedstrijden                | 3 groepswedstrijden                | 3 groepswedstrijden           |
| Bazel                                                            | Bern                               | Genève                             | Zürich                        |

Opvallend is dat voor het eerst in de geschiedenis van het EK de kwartfinales, halve finales en de finale maar in twee stadions worden gespeeld; in Bazel en Wenen.

### Scheidsrechters
De volgende twaalf scheidsrechters zijn geselecteerd om de fluit te hanteren op dit toernooi:
| Massimo Busacca        | SUI |                 | Tom Henning Øvrebø | NOR |
| Frank De Bleeckere     | BEL | Konrad Plautz   | AUT                |     |
| Herbert Fandel         | GER | Roberto Rosetti | ITA                |     |
| Peter Fröjdfeldt       | SWE | Kyros Vassaras  | GRE                |     |
| Manuel Mejuto González | ESP | Pieter Vink     | NED                |     |
| Ľuboš Micheľ           | SVK | Howard Webb     | ENG                |     |

Na de groepswedstrijden zijn er 4 scheidsrechters afgevallen. Pieter Vink, Konrad Plautz, Howard Webb en Tom Henning Øvrebø mochten van de UEFA naar huis.

### Slogan en mascottes

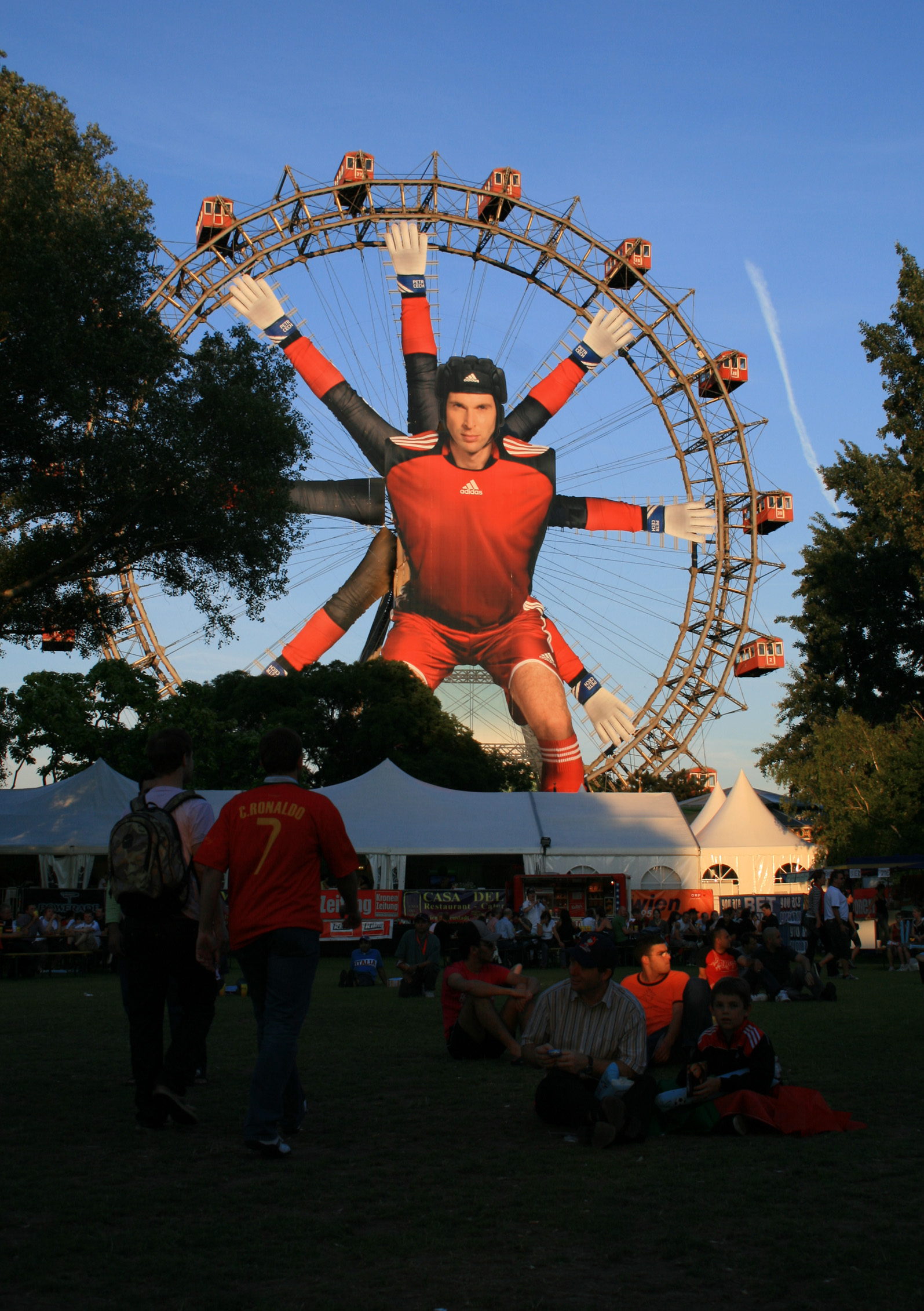
Het reuzenrad in het Prater in Wenen tijdens het toernooi

De slogan voor EURO 2008 is: "Verwacht Emoties" (Expect Emotions). UEFA-voorzitter Michel Platini verklaarde de slogan voor EURO 2008 als volgt: "Het motto beschrijft in een notendop wat het EK 2008 te bieden heeft: allerlei soorten emoties - vreugde, teleurstelling, opluchting, uiterste spanning - tot aan het laatste fluitsignaal".
De mascottes voor dit EK zijn de tweeling Trix en Flix, twee broers die beide gehuld zijn in rood-witte sportkleren, de kleuren van de Oostenrijkse en de Zwitserse vlag. Trix draagt het nummer 20, en zijn broer het nummer 08, samen dus '2008' vormend. Ze hebben beide opvallende rode stekelharen. Deze rode stekels stellen de bergen van Zwitserland en Oostenrijk voor.
Het publiek had de namen uitgezocht. Op de website van het EK kon worden gestemd op de namen Trix und Flix, Blitz und Flits en Zagi und Zigi. Na een stemmingsronde wisten Trix und Flix directe concurrenten Blitz und Flits met 36,3 tegen 33,7 procent te verslaan.

### Wedstrijdbal
De officiële wedstrijdbal werd gepresenteerd bij de loting van het toernooi. De "Europass" is geproduceerd door Adidas en bestaat net zoals de Adidas Teamgeist uit veertien vlakstukken, maar de oppervlaktestructuur is deels aangepast.
Voor de finale is een andere bal ontworpen.

### Toernooiregels
Tijdens dit toernooi zijn twee nieuwe regels geïntroduceerd.
- De gele kaarten die de spelers tijdens het toernooi gekregen hebben worden niet meer na de groepsfase kwijtgescholden, maar pas na de kwartfinales. Hierdoor kan de situatie niet meer voorkomen dat een speler geschorst wordt voor de finale als hij in de halve finale zijn 2e gele kaart krijgt. Spelers die in de halve finale rood krijgen zijn natuurlijk wel geschorst voor de finale.
- Er is een mogelijkheid dat er in de laatste poulewedstrijd penalty’s genomen worden. Als twee ploegen na de reguliere speeltijd in de laatste poulewedstrijd precies gelijk eindigen op punten, doelsaldo en doelpunten voor, wordt via een strafschoppenserie beslist wie de betere is. Voorheen werd daarvoor naar de plaats op de wereldranglijst gekeken. Als de twee ploegen die na de derde wedstrijdronde gelijk staan niet in de derde wedstrijd tegen elkaar spelen, zijn penalty’s onmogelijk en worden de oude criteria gehanteerd.

## Kwalificatie

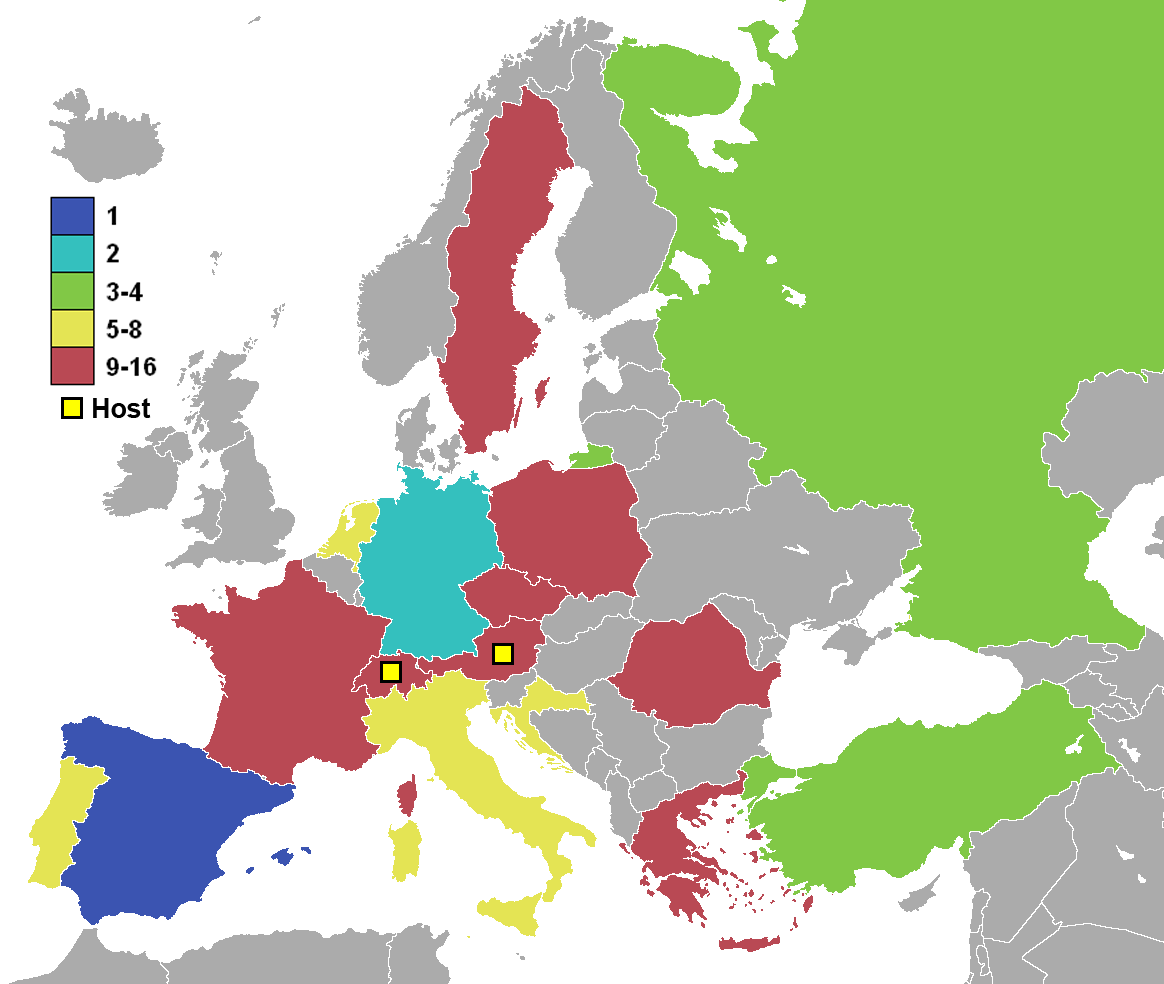
Deelnemende landen

Als gastlanden zijn Zwitserland en Oostenrijk automatisch gekwalificeerd voor het toernooi. Vijftig landen moesten in de kwalificatieronde (in 2006 en 2007) strijden om de overige veertien plaatsen. Op vrijdag 27 januari 2006 vond de loting plaats.

### Gekwalificeerde landen
| Land        | Hoe gekwalificeerd               | Datum van kwalificatie | Vorig toernooi | Deelnames tot 2008                       | Titels tot 2008              |
| ----------- | -------------------------------- | ---------------------- | -------------- | ---------------------------------------- | ---------------------------- |
| Oostenrijk  | automatisch geplaatst (gastland) | n.v.t.                 | Debuut         | 0                                        | 0                            |
| Zwitserland | automatisch geplaatst (gastland) | n.v.t.                 | 2004           | 2                                        | 0                            |
| Polen       | Eerste groep A                   | 17 november 2007       | Debuut         | 0                                        | 0                            |
| Portugal    | Tweede groep A                   | 21 november 2007       | 2004           | 4                                        | 0                            |
| Italië      | Eerste groep B                   | 17 november 2007       | 2004           | 6                                        | 1                            |
| Frankrijk   | Tweede groep B                   | 17 november 2007       | 2004           | 6                                        | 2                            |
| Griekenland | Eerste groep C                   | 17 oktober 2007        | 2004           | 2                                        | 1                            |
| Turkije     | Tweede groep C                   | 21 november 2007       | 2000           | 3                                        | 0                            |
| Tsjechië    | Eerste groep D                   | 17 oktober 2007        | 2004           | 4                                        | 1 keer als Tsjecho-Slowakije |
| Duitsland   | Tweede groep D                   | 13 oktober 2007        | 2004           | 9 (waarvan 5 keer als West-Duitsland)    | 3                            |
| Kroatië     | Eerste groep E                   | 17 november 2007       | 2004           | 2                                        | 0                            |
| Rusland     | Tweede groep E                   | 21 november 2007       | 2004           | 2 (+5 als Sovjet-Unie en 1 keer als GOS) | 1                            |
| Spanje      | Eerste groep F                   | 17 november 2007       | 2004           | 7                                        | 1                            |
| Zweden      | Tweede groep F                   | 21 november 2007       | 2004           | 3                                        | 0                            |
| Roemenië    | Eerste groep G                   | 17 oktober 2007        | 2000           | 3                                        | 0                            |
| Nederland   | Tweede groep G                   | 17 november 2007       | 2004           | 7                                        | 1                            |

## Groepsfase
De loting voor het eindtoernooi heeft plaatsgevonden op 2 december 2007. Hierbij zijn Zwitserland en Oostenrijk groepshoofden omdat ze het toernooi organiseren. Daarnaast is regerend kampioen Griekenland een groepshoofd. Het vierde groepshoofd, Nederland, heeft deze status behaald als het beste presterende team van alle geplaatste landen gedurende afgelopen twee kwalificatiereeksen.
In de onderstaande tabel staat de potindeling voor de loting. Uit elke pot wordt elk land in een andere groep geloot. Landen die in dezelfde pot zijn ingedeeld kunnen dus niet tegen elkaar spelen in de groepsfase. Tussen haakjes staat de score per team. Dit is het aantal behaalde punten gedeeld door het aantal gespeelde wedstrijden in de kwalificatiereeks voor dit EK en het WK van 2006.
| Pot 1 (Groepshoofd)                                                              | Pot 2                                                              | Pot 3                                                                  | Pot 4                                                               |
| -------------------------------------------------------------------------------- | ------------------------------------------------------------------ | ---------------------------------------------------------------------- | ------------------------------------------------------------------- |
| - Zwitserland (1,80) - Oostenrijk (1,50) - Griekenland (2,17) - Nederland (2,42) | - Kroatië (2,41) - Italië (2,36) - Tsjechië (2,33) - Zweden (2,27) | - Roemenië (2,25) - Duitsland (2,25) - Portugal (2,19) - Spanje (2,18) | - Polen (2,17) - Frankrijk (2,09) - Turkije (1,96) - Rusland (1,96) |

### Groep A
Cristiano Ronaldo was voor het toernooi uitgegroeid tot een superster, hij was de belangrijkste speler van Manchester United geworden en was op zijn nog steeds jonge leeftijd de aanvoerder van  Portugal. Voor het toernooi begon werd Portugal als de sterkste gezien in deze poule. In de eerste wedstrijd was Portugal superieur ten opzichte van de Turken, Ronaldo toonde zijn kwaliteiten met name met een vrije trap, die de paal haalde en een kopgoal van Pepe werd afgekeurd vanwege buitenspel. In het laatste half uur zorgden de Portugezen ervoor dat het overwicht ook in doelpunten werd uitgedrukt. In de tweede wedstrijd had Portugal het lastig tegen Tsjechië, de teams waren gelijk aan elkaar, maar de individuele klasse van Deco en Christiano Ronaldo trok de ploeg over de streep. Portugal was nu zeker van de kwartfinales als groepswinnaar en met het B-team werd met 2-0 verloren van Zwitserland.
De strijd om de tweede plaats ging tussen Tsjechië, Zwitserland en Portugal, Tsjechië draaide nog steeds om de harde kern dertigers, die vanaf 2000 een goede indruk achter lieten op grote toernooien of bij hun club zoals de grote kopsterke spits Jan Koller en de keeper van Arsenal Petr Čech, die sinds een botsing met een grote keepershelm speelde. Zwitserland had het thuisvoordeel, had al deelnames op het EK van 2004 en WK 2006 achter de rug en speelde vooral behoudend. Turkije had een onberekenbare ploeg, die hoogtepunten met dieptepunten afwisselde, nog teerde op de succesploeg van 2002 (derde plaats), maar afwezig was op het EK van 2004 en het WK van 2006. Het boegbeeld van de afgelopen tien jaar Hakan Sükür werd niet geselecteerd.
Voor eigen publiek speelde Zwitserland meer aanvallender als gebruikelijk en speelde in de openingswedstrijd dominanter dan Tsjechië. Aanvoerder en Zwitsers topscorer aller tijden Alexander Frei miste een aantal goede kansen en liep een zware blessure op, hij zou niet meer in actie komen tijdens het toernooi. Tsjechië wachtte geduldig af en scoorde de winnende goal dankzij de voor Jan Koller ingevallen Václav Svěrkoš. Voor Turkije en Zwitserland was het na hun verloren eerste wedstrijd erop of eronder, in de stromende regen dicteerde Zwitserland het spel, lange tijd hield doelman Volkan Demirel de Turken op de been,echter een intikker van de van nature Turkse spits Hakan Yakin zorgde voor een 1-0 voorsprong. De Turksen kwamen als herboren terug na de rust en maakte via Semih Şentürk de gelijkmaker. Het spel volgde op neer, uiteindelijk maakte Arda Turan de winnende treffer en Zwitserland was uitgeschakeld. Zwitserland sloot het toernooi af met een zege op Portugal, de eerste overwinning op een EK ooit. Het was het afscheidscadeau voor coach Jakob Kuhn, die vanwege privé-omstandigheden stopte.
Turkije tegen Tsjechië was de beslissende wedstrijd voor de tweede plaats in de groep, de ploegen had precies hetzelfde doelsaldo, bij een gelijke stand zou een strafschoppenserie nodig zijn. De Tsjechen begonnen de wedstrijd stormachtig, de Turken moesten net als in de vorige wedstrijden op gang komen. Jan Koller scoorde voor rust, Jaroslav Plašil na rust en de wedstrijd leek beslist, Jan Polák schoot nog op de paal. Een kwartier voor tijd vond Turkije aansluiting via een doelpunt van Arda Turan en de anders zo betrouwbare Tsjechische doelman Cech maakte drie minuten voor tijd een fout, waardoor Nihat Kahveci makkelijk kon scoren. Iedereen leek zich op te maken voor strafschoppen, maar binnen een minuut zorgde Kahveci zorgde voor een Turkse voorsprong door met een fraai schot Cech te passeren. Het was nog niet afgelopen, de Turkse doelman Demirel werd uit het veld gestuurd, maar met een veldspeler in de goal hield Turkije stand en plaatste zich voor de kwartfinales.
| Land        | Wed | Win | Gel | Ver | DV | DT | +/− | Pnt |
| ----------- | --- | --- | --- | --- | -- | -- | --- | --- |
| Portugal    | 3   | 2   | 0   | 1   | 5  | 3  | +2  | 6   |
| Turkije     | 3   | 2   | 0   | 1   | 5  | 5  | 0   | 6   |
| Tsjechië    | 3   | 1   | 0   | 2   | 4  | 6  | –2  | 3   |
| Zwitserland | 3   | 1   | 0   | 2   | 3  | 3  | 0   | 3   |

|                                                  |             |                  |             |                                                                                      |
| 7 juni 2008 «onderlinge duels» 18:00 uur (UTC+2) | Zwitserland | 0 – 1            | Tsjechië    | St. Jakob-Park, Bazel Toeschouwers: 39.730 Scheidsrechter: Roberto Rosetti ( Italië) |
| 7 juni 2008 «onderlinge duels» 18:00 uur (UTC+2) |             | Wedstrijdverslag | 71' Svěrkoš | St. Jakob-Park, Bazel Toeschouwers: 39.730 Scheidsrechter: Roberto Rosetti ( Italië) |

|                                                  |                         |                  |         |                                                                                          |
| 7 juni 2008 «onderlinge duels» 20:45 uur (UTC+2) | Portugal                | 2 – 0            | Turkije | Stade de Genève, Genève Toeschouwers: 29.106 Scheidsrechter: Herbert Fandel ( Duitsland) |
| 7 juni 2008 «onderlinge duels» 20:45 uur (UTC+2) | Pepe 61' Meireles 90+3' | Wedstrijdverslag |         | Stade de Genève, Genève Toeschouwers: 29.106 Scheidsrechter: Herbert Fandel ( Duitsland) |

|                                                   |            |                  |                                    |                                                                                            |
| 11 juni 2008 «onderlinge duels» 18:00 uur (UTC+2) | Tsjechië   | 1 – 3            | Portugal                           | Stade de Genève, Genève Toeschouwers: 29.016 Scheidsrechter: Kyros Vassaras ( Griekenland) |
| 11 juni 2008 «onderlinge duels» 18:00 uur (UTC+2) | Sionko 17' | Wedstrijdverslag | 8' Deco 63' Ronaldo 90+1' Quaresma | Stade de Genève, Genève Toeschouwers: 29.016 Scheidsrechter: Kyros Vassaras ( Griekenland) |

|                                                   |             |                  |                         |                                                                                      |
| 11 juni 2008 «onderlinge duels» 20:45 uur (UTC+2) | Zwitserland | 1 – 2            | Turkije                 | St. Jakob-Park, Bazel Toeschouwers: 39.730 Scheidsrechter: Ľuboš Micheľ ( Slowakije) |
| 11 juni 2008 «onderlinge duels» 20:45 uur (UTC+2) | Yakin 32'   | Wedstrijdverslag | 57' Şentürk 90+3' Turan | St. Jakob-Park, Bazel Toeschouwers: 39.730 Scheidsrechter: Ľuboš Micheľ ( Slowakije) |

|                                                   |                |                  |          |                                                                                        |
| 15 juni 2008 «onderlinge duels» 20:45 uur (UTC+2) | Zwitserland    | 2 – 0            | Portugal | St. Jakob-Park, Bazel Toeschouwers: 39.730 Scheidsrechter: Konrad Plautz ( Oostenrijk) |
| 15 juni 2008 «onderlinge duels» 20:45 uur (UTC+2) | Yakin 71', 83' | Wedstrijdverslag |          | St. Jakob-Park, Bazel Toeschouwers: 39.730 Scheidsrechter: Konrad Plautz ( Oostenrijk) |

|                                                   |                            |                  |                       |                                                                                         |
| 15 juni 2008 «onderlinge duels» 20:45 uur (UTC+2) | Turkije                    | 3 – 2            | Tsjechië              | Stade de Genève, Genève Toeschouwers: 29.016 Scheidsrechter: Peter Fröjdfeldt ( Zweden) |
| 15 juni 2008 «onderlinge duels» 20:45 uur (UTC+2) | Turan 75' Kahveci 87', 89' | Wedstrijdverslag | 34' Koller 62' Plašil | Stade de Genève, Genève Toeschouwers: 29.016 Scheidsrechter: Peter Fröjdfeldt ( Zweden) |

### Groep B
Het land Oostenrijk verheugde zich op het EK in hun land, maar de prestaties van het eigen team waren niet best en veel Oostenrijkers riepen op hun eigen team terug te trekken. Van de twintig oefenwedstrijden werden er liefst negen verloren en Oostenrijk had sinds het WK van 1998 niet meer meegedaan aan internationale toernooien. Moed gaf in ieder geval één oefenwedstrijd, Oostenrijk kwam op een 3-0 voorsprong tegen titelkandidaat Nederland, vooral door fouten aan Nederlandse zijde, alleen de eindstand was weer ongunstig: 3-4. In de eerste wedstrijd tegen Kroatië kreeg Kroatië snel een strafschop tegen, die benut werd door Luka Modrić, het grote talent die zou spelen bij Tottenham Hotspur. Oostenrijk deed nog zijn best, maar kon Kroatië niet echt verontrusten. In de volgende wedstrijd tegen het veel mindere Polen dreigde een zelfde uitslag, toen de tot Pool genaturaliseerde Braziliaan Roger Guerreiro in de dertigste minuut scoorde. In een matig duel had Oostenrijk een gelukje nodig om gelijk te maken, een lichte overtreding werd bestraft met een strafschop in blessuretijd, de strafschop werd benut door Ivica Vastić. De Polen voelden zich bestolen, de scheidsrechter Howard Webb moest het ontgelden bij de Nederlandse coach Leo Beenhakker.
Net als Oostenrijk deed Polen voor de eerste keer mee aan een EK, een prestatie die vooral werd toegeschreven aan hun Nederlandse coach Leo Beenhakker, hij werd hiervoor onderscheiden door de president van Polen. De eerste wedstrijd trof Polen Duitsland, een ploeg waar het nog nooit van gewonnen had. Na een redelijk begin bleek Polen niet bestand tegen het Duitse team, vooral verdedigend schoot de ploeg tekort. De in Polen geboren Lukas Podolski scoorde beide doelpunten, hij weigerde te juichen bij beide doelpunten. Tegen Kroatië bleek juist de Duitse verdediging kwetsbaar en Kroatië won met 2-1. De gefrustreerde wisselspeler Bastian Schweinsteiger liet zich provoceren en bij zijn invalbeurt ontving de middenvelder een rode kaart.
Alleen een wonder kon Polen nog naar de kwartfinales brengen: dan moest Oostenrijk winnen van Duitsland en Polen met twee goals meer verschil dan Oostenrijk winnen van Kroatië, maar zelfs met een B-team was Kroatië veel te sterk voor Polen. Oostenrijk hoopte op een herhaling van "het wonder van Cordoda", toen Oostenrijk voor de eerste keer in 47 jaar van Duitsland won op het WK van Argentinië in 1978. Oostenrijk miste de klasse om het Duitsland echt moeilijk te maken en met een daverende vrije trap schoot Michael Ballack Duitsland in veilige haven.  De Duitse coach Joachim Löw werd geschorst voor de kwartfinale, hij kreeg met de Oostenrijkse coach Josef Hickersberger onenigheid met de vierde offical en beiden werden naar de tribune gestuurd.
| Land       | Wed | Win | Gel | Ver | DV | DT | +/− | Pnt |
| ---------- | --- | --- | --- | --- | -- | -- | --- | --- |
| Kroatië    | 3   | 3   | 0   | 0   | 4  | 1  | +3  | 9   |
| Duitsland  | 3   | 2   | 0   | 1   | 4  | 2  | +2  | 6   |
| Oostenrijk | 3   | 0   | 1   | 2   | 1  | 3  | –2  | 1   |
| Polen      | 3   | 0   | 1   | 2   | 1  | 4  | –3  | 1   |

|                                              |            |                  |                  |                                                                                          |
| 8 juni 2008 «onderlinge duels» 18:00 (UTC+2) | Oostenrijk | 0 – 1            | Kroatië          | Ernst Happelstadion, Wenen Toeschouwers: 51.428 Scheidsrechter: Pieter Vink ( Nederland) |
| 8 juni 2008 «onderlinge duels» 18:00 (UTC+2) |            | Wedstrijdverslag | 4' (pen.) Modrić | Ernst Happelstadion, Wenen Toeschouwers: 51.428 Scheidsrechter: Pieter Vink ( Nederland) |

|                                              |                   |                  |       | |
| 8 juni 2008 «onderlinge duels» 20:45 (UTC+2) | Duitsland         | 2 – 0            | Polen | Wörthersee Stadion, Klagenfurt Toeschouwers: 30.461 Scheidsrechter: Tom Henning Øvrebø ( Noorwegen) |
| 8 juni 2008 «onderlinge duels» 20:45 (UTC+2) | Podolski 20', 75' | Wedstrijdverslag |       | Wörthersee Stadion, Klagenfurt Toeschouwers: 30.461 Scheidsrechter: Tom Henning Øvrebø ( Noorwegen) |

|                                               |                   |                  |              |                                                                                                  |
| 12 juni 2008 «onderlinge duels» 18:00 (UTC+2) | Kroatië           | 2 – 1            | Duitsland    | Wörthersee Stadion, Klagenfurt Toeschouwers: 30.461 Scheidsrechter: Frank De Bleeckere ( België) |
| 12 juni 2008 «onderlinge duels» 18:00 (UTC+2) | Srna 24' Olić 62' | Wedstrijdverslag | 79' Podolski | Wörthersee Stadion, Klagenfurt Toeschouwers: 30.461 Scheidsrechter: Frank De Bleeckere ( België) |

|                                               |                     |                  |               |                                                                                         |
| 12 juni 2008 «onderlinge duels» 20:45 (UTC+2) | Oostenrijk          | 1 – 1            | Polen         | Ernst Happelstadion, Wenen Toeschouwers: 51.428 Scheidsrechter: Howard Webb ( Engeland) |
| 12 juni 2008 «onderlinge duels» 20:45 (UTC+2) | Vastić 90+3' (pen.) | Wedstrijdverslag | 30' Guerreiro | Ernst Happelstadion, Wenen Toeschouwers: 51.428 Scheidsrechter: Howard Webb ( Engeland) |

|                                               |       |                  |             |                                                                                                   |
| 16 juni 2008 «onderlinge duels» 20:45 (UTC+2) | Polen | 0 – 1            | Kroatië     | Wörthersee Stadion, Klagenfurt Toeschouwers: 30.461 Scheidsrechter: Kyros Vassaras ( Griekenland) |
| 16 juni 2008 «onderlinge duels» 20:45 (UTC+2) |       | Wedstrijdverslag | 52' Klasnić | Wörthersee Stadion, Klagenfurt Toeschouwers: 30.461 Scheidsrechter: Kyros Vassaras ( Griekenland) |

|                                               |            |                  |             |                                                                                                  |
| 16 juni 2008 «onderlinge duels» 20:45 (UTC+2) | Oostenrijk | 0 – 1            | Duitsland   | Ernst Happelstadion, Wenen Toeschouwers: 51.428 Scheidsrechter: Manuel Mejuto González ( Spanje) |
| 16 juni 2008 «onderlinge duels» 20:45 (UTC+2) |            | Wedstrijdverslag | 49' Ballack | Ernst Happelstadion, Wenen Toeschouwers: 51.428 Scheidsrechter: Manuel Mejuto González ( Spanje) |

### Groep C
Nederland had een moeizame kwalificatie achter de rug met minimale, soms zelfs onverdiende overwinningen op dwergstaten als Luxemburg en Albanië. Voor het Europees Kampioenschap werd Nederland ingedeeld in een ware "groep des doods" met wereldkampioen Italië, verliezend finalist Frankrijk en Roemenië, dat boven Nederland eindigde in zijn groep. Van Basten gaf aan dat hij na het EK niet meer het coachschap op zich zou nemen, Clarence Seedorf verklaarde net als Mark van Bommel niet meer te willen spelen voor Oranje zolang Van Basten coach was voor het Nederlands Elftal. De eerste wedstrijd voor Nederland was meteen tegen de wereldkampioen Italië. Van Basten worstelde met de opstelling aangezien Robin van Persie niet fit was en Arjen Robben geblesseerd - Robben werd vervangen door alleskunner Dirk Kuyt, vaste waarden Demy de Zeeuw en Johnny Heitinga werden vervangen door respectievelijk Nigel de Jong en Khalid Boulahrouz. Meer defensieve zekerheid werd ingebouwd door het inbrengen van Orlando Engelaar. Grote afwezige bij Italië was aanvoerder Fabio Cannavaro, die geblesseerd raakte tijdens de training. Voor het overige bestond de ploeg voornamelijk uit spelers die twee jaar geleden wereldkampioen werden.
Nederland had geen vrees de aanval te zoeken en kreeg wat kleine mogelijkheden via met name Ruud van Nistelrooy. Na 26 minuten scoorde Van Nistelrooij na een als schot bedoelde "assist" van Wesley Sneijder. Van Nistelrooij stond niet buitenspel, doordat verdediger Christian Panucci zich voor hem bevond; daaraan doet niet af dat Panucci zich na een botsing met de keeper achter de eigen doellijn bevond. Vijf minuten later zorgde een hoekschop van Andrea Pirlo voor dreiging in het strafschopgebied, nadat Giovanni van Bronckhorst de bal van de lijn haalde en met turbo-snelheid naar voren sprintte tot ver op de Italiaanse helft. Hij ontving de bal en gaf een pass naar Dirk Kuijt die Sneijder bediende, waarna hij na een half uur spelen het tweede doelpunt scoorde. In de tweede helft zette Italië aan, maar met name Luca Toni had het vizier niet op scherp staan. Bij een nieuwe counter speelde van Bronckhorst opnieuw een hoofdrol met een razendsnelle sprint; hij bediende opnieuw Kuijt, kreeg de bal terug en met een subtiele kopbal passeerde hij Gianluigi Buffon. Verder leed bleef Italië bespaard, toen twee sterke acties van de invallers Ibrahim Afellay en Robin van Persie geen doel troffen, Afellay raakte de lat. Het bleef 3-0 en Nederland was het toernooi sensationeel begonnen.  Terwijl de Italiaanse pers met name brandhout maakte van coach Roberto Donadoni, stegen de kansen van Nederland bij de bookmakers, terwijl ze daarvoor weinig vertrouwen hadden in de Nederlandse kansen.
Hierna wachtte voor Nederland de vice-wereldkampioen Frankrijk, dat het EK niet bepaald overtuigend begon met een doelpuntloos gelijkspel tegen Roemenië. Van Basten had weer de beschikking over Arjen Robben en Robin van Persie, maar hij hield zich vast aan de basisopstelling die de wereldkampioen vernederde. Nederland begon opnieuw sterk aan de wedstrijd en scoorde via Dirk Kuijt uit een corner. Daarna nam Frankrijk het heft over, maar doelman Edwin van der Sar hield de ploeg overeind en redde op inzetten van Sidney Govou en Franck Ribéry, Thierry Henry had het vizier niet op scherp staan bij een paar grote kansen. In het begin van de tweede helft dreigde Nederland weggeblazen te worden, het regende gemiste kansen en reddingen van Van der Sar, Nederland had geluk dat een handsbal van André Ooijer niet bestraft werd. Nederland sloeg wel toe, na behendige bewegingen van Ruud van Nistelrooij werd de koud ingevallen Robin van Persie bediend door de eerder ingevallen Arjen Robben, waarbij de Franse doelman Grégory Coupet de bal nog toucheerde. De Fransen bleven de Nederlandse verdediging onder druk zetten, Van der Sar had een redding met één vuist op een poging van Ribéry en in de 71e minuut maakte Henry de aansluittreffer: 2-1. Een minuut later sloeg Arjen Robben toe in een snelle tegenaanval met een treffer hoog in de goal, voorafgegaan door een dribbel. De wedstrijd was beslist en Wesley Sneijder zorgde voor het slotakkoord met een knappe goal buiten het strafschopgebied. Later werd dit doelpunt uitgeroepen tot beste doelpunt van het toernooi. De reacties van het Nederlandse kamp waren een mix van blijdschap en ongeloof en bij de bookmakers was Nederland inmiddels de favoriet. De buitenlandse pers was lovend over dit Oranje.
Italië ontsnapte aan een vroegtijdige uitschakeling, Roemenië kreeg in de 80e minuut bij een 1-1 stand een strafschop, die door Adrian Mutu werd gemist. De wedstrijd tussen de twee finalisten van het laatste WK was nu beslissend om uitschakeling te voorkomen, hopende dat Nederland zijn sportieve plicht zou doen tegen Roemenië, de landen stond precies gelijk qua doelsaldo. De entree van het Franse team was al voor de wedstrijd ongelukkig, de spelersbus had moeite het stadion binnen te komen. Frankrijk beperkte zich tot verdedigen, Italië had de overhand, maar Luca Toni miste net als in de vorige wedstrijden een opgelegde kans. Het noodlot sloeg toe voor Frankrijk, het raakte al na een kwartier hun gevaarlijkste aanvaller Franck Ribéry kwijt door een blessure en na 26 minuten werd Éric Abidal uit het veld gestuurd na een overtreding op Luca Toni. De daardoor gegeven strafschop werd benut door Pirlo. Frankrijk kon geen vuist maken, Daniele De Rossi besliste de wedstrijd in de 62e minuut. Italië moest hopen op de sportieve plicht van het Nederlands elftal, dat met de B-keuze speelde. De B-keuze bleek ook te sterk voor de angstig spelende Roemenen en won met 2-0 door doelpunten van door Klaas Jan Huntelaar en Robin van Persie.
| Land      | Wed | Win | Gel | Ver | DV | DT | +/− | Pnt |
| --------- | --- | --- | --- | --- | -- | -- | --- | --- |
| Nederland | 3   | 3   | 0   | 0   | 9  | 1  | +8  | 9   |
| Italië    | 3   | 1   | 1   | 1   | 3  | 4  | –1  | 4   |
| Roemenië  | 3   | 0   | 2   | 1   | 1  | 3  | –2  | 2   |
| Frankrijk | 3   | 0   | 1   | 2   | 1  | 6  | –5  | 1   |

|                                              |                  |       |           |                                                                                          |
| 9 juni 2008 «onderlinge duels» 18:00 (UTC+2) | Roemenië         | 0 – 0 | Frankrijk | Letzigrund, Zürich Toeschouwers: 30.585 Scheidsrechter: Manuel Mejuto González ( Spanje) |
| 9 juni 2008 «onderlinge duels» 18:00 (UTC+2) | Wedstrijdverslag |       |           | Letzigrund, Zürich Toeschouwers: 30.585 Scheidsrechter: Manuel Mejuto González ( Spanje) |

|                                              |                                                      |                  |        |                                                                                       |
| 9 juni 2008 «onderlinge duels» 20:45 (UTC+2) | Nederland                                            | 3 – 0            | Italië | Stade de Suisse, Bern Toeschouwers: 30.777 Scheidsrechter: Peter Fröjdfeldt ( Zweden) |
| 9 juni 2008 «onderlinge duels» 20:45 (UTC+2) | Van Nistelrooij 26' Sneijder 31' Van Bronckhorst 79' | Wedstrijdverslag |        | Stade de Suisse, Bern Toeschouwers: 30.777 Scheidsrechter: Peter Fröjdfeldt ( Zweden) |

|                                               |             |                  |          |                                                                                         |
| 13 juni 2008 «onderlinge duels» 18:00 (UTC+2) | Italië      | 1 – 1            | Roemenië | Letzigrund, Zürich Toeschouwers: 30.585 Scheidsrechter: Tom Henning Øvrebø ( Noorwegen) |
| 13 juni 2008 «onderlinge duels» 18:00 (UTC+2) | Panucci 56' | Wedstrijdverslag | 55' Mutu | Letzigrund, Zürich Toeschouwers: 30.585 Scheidsrechter: Tom Henning Øvrebø ( Noorwegen) |

|                                               |                                                   |                  |           |                                                                                        |
| 13 juni 2008 «onderlinge duels» 20:45 (UTC+2) | Nederland                                         | 4 – 1            | Frankrijk | Stade de Suisse, Bern Toeschouwers: 30.777 Scheidsrechter: Herbert Fandel ( Duitsland) |
| 13 juni 2008 «onderlinge duels» 20:45 (UTC+2) | Kuijt 9' Van Persie 59' Robben 72' Sneijder 90+2' | Wedstrijdverslag | 71' Henry | Stade de Suisse, Bern Toeschouwers: 30.777 Scheidsrechter: Herbert Fandel ( Duitsland) |

|                                               |                              |                  |          |                                                                                           |
| 17 juni 2008 «onderlinge duels» 20:45 (UTC+2) | Nederland                    | 2 – 0            | Roemenië | Stade de Suisse, Bern Toeschouwers: 30.777 Scheidsrechter: Massimo Busacca ( Zwitserland) |
| 17 juni 2008 «onderlinge duels» 20:45 (UTC+2) | Huntelaar 54' Van Persie 87' | Wedstrijdverslag |          | Stade de Suisse, Bern Toeschouwers: 30.777 Scheidsrechter: Massimo Busacca ( Zwitserland) |

|                                               |           |                  |                               |                                                                                   |
| 17 juni 2008 «onderlinge duels» 20:45 (UTC+2) | Frankrijk | 0 – 2            | Italië                        | Letzigrund, Zürich Toeschouwers: 30.585 Scheidsrechter: Ľuboš Micheľ ( Slowakije) |
| 17 juni 2008 «onderlinge duels» 20:45 (UTC+2) |           | Wedstrijdverslag | 25' (pen.) Pirlo 62' De Rossi | Letzigrund, Zürich Toeschouwers: 30.585 Scheidsrechter: Ľuboš Micheľ ( Slowakije) |

### Groep D
Griekenland werd in 2004 verrassend Europees kampioen met een defensieve spelstijl en wilde met dit zelfde voetbal opnieuw voor een stunt zorgen. Tegen Zweden, ook niet bepaald een tegenstander overlopend van aanvallende intenties overdreef het team door vaak lusteloos de bal naar elkaar toe te spelen. Alleen een speler met extra kwaliteiten kon het duel openbreken, Zlatan Ibrahimović deed het voor Zweden met een schot van afstand, zijn eerste internationale doelpunt sinds oktober 2005. Geblunder in de Griekse verdediging zorgde voor de 2-0 en het "Vlaggenschip" (de bijnaam van het Griekse team) ging tenonder. Een inschattingsfout van de doelman leidde de 1-0 nederlaag tegen Rusland in en na twee wedstrijden was de titelverdediger al uitgeschakeld. Coach Otto Rehhagel kreef veel kritiek vooral vanwege het negatieve voetbal, maar zou nog aanblijven tot 2010.
Spanje behoorde elk jaar tot de mogelijke favorieten, maar haalde slechts twee keer een Europese finale en was in 1950 voor het laatst succesvol op een WK (vierde plaats). Coach Luis Aragones weigerde Raùl te selecteren voor het EK, hij ontving veel kritiek van de Spaanse pers, maar hij bleef aan als coach, de Spaanse bond had nog steeds vertrouwen in hem. Met een  mixture van FC Barcelona en Real Madrid hoopte men eindelijk succes te hebben op een eindtoernooi, vooral het middenveld met FC Barcelona spelers Xavi en Andrés Iniesta werden geroemd vanwege het "tiki-taka" voetbal. De Spanjaarden presenteerden hun visitekaartje door met 4-1 te winnen van Rusland. Het onervaren Rusland koos om mee aan te vallen en speelde het vlot combinerende Spanje in de kaart. David Villa maakte waar waarom Aragones voor hem koos en niet voor Raúl en scoorde drie doelpunten. Spanje had het moeilijker tegen het stugge Zweden, in de laatste minuut scoorde Villa het winnende doelpunt en Spanje was geplaatst voor de kwartfinales.
De strijd ging tussen Zweden en Rusland om de tweede plaats, Rusland had een onervaren selectie onder coach Guus Hiddink die een renovatie in het team doorvoerde. Het eerste succes was het uitschakelen van Engeland in de kwalificatie al was hulp van Kroatië noodzakelijk. Zweden, dat verdedigend speelde en aanvallend vooral afhankelijk was van Zlatan Ibrahimoviç en de teruggekeerde Henrik Larsson,het had genoeg aan een gelijkspel. Rusland bestrafte de defensieve houding van Zweden af en won met 2-0, uitblinker was de van een schorsing teruggekeerde  Andrej Arsjavin, maker van het tweede doelpunt. Rusland plaatste zch voor de eerste keer sinds het onafhankelijk is geworden voor de play-offs van een internationaal toernooi en alle lof ging naar Guus Hiddink.
| Land        | Wed | Win | Gel | Ver | DV | DT | +/− | Pnt |
| ----------- | --- | --- | --- | --- | -- | -- | --- | --- |
| Spanje      | 3   | 3   | 0   | 0   | 8  | 3  | +5  | 9   |
| Rusland     | 3   | 2   | 0   | 1   | 4  | 4  | 0   | 6   |
| Zweden      | 3   | 1   | 0   | 2   | 3  | 4  | –1  | 3   |
| Griekenland | 3   | 0   | 0   | 3   | 1  | 5  | –4  | 0   |

|                                               |                                    |                  |                    |                                                                                        |
| 10 juni 2008 «onderlinge duels» 18:00 (UTC+2) | Spanje                             | 4 – 1            | Rusland            | Tivoli Neu, Innsbruck Toeschouwers: 30.772 Scheidsrechter: Konrad Plautz ( Oostenrijk) |
| 10 juni 2008 «onderlinge duels» 18:00 (UTC+2) | Villa 20', 44', 75' Fàbregas 90+1' | Wedstrijdverslag | 86' Pavljoetsjenko | Tivoli Neu, Innsbruck Toeschouwers: 30.772 Scheidsrechter: Konrad Plautz ( Oostenrijk) |

|                                               |             |                  |                             |                                                                                               |
| 10 juni 2008 «onderlinge duels» 20:45 (UTC+2) | Griekenland | 0 – 2            | Zweden                      | Wals-Siezenheim, Salzburg Toeschouwers: 31.063 Scheidsrechter: Massimo Busacca ( Zwitserland) |
| 10 juni 2008 «onderlinge duels» 20:45 (UTC+2) |             | Wedstrijdverslag | 67' Ibrahimović 72' Hansson | Wals-Siezenheim, Salzburg Toeschouwers: 31.063 Scheidsrechter: Massimo Busacca ( Zwitserland) |

|                                               |                 |                  |                        |                                                                                     |
| 14 juni 2008 «onderlinge duels» 18:00 (UTC+2) | Zweden          | 1 – 2            | Spanje                 | Tivoli Neu, Innsbruck Toeschouwers: 30.772 Scheidsrechter: Pieter Vink ( Nederland) |
| 14 juni 2008 «onderlinge duels» 18:00 (UTC+2) | Ibrahimović 34' | Wedstrijdverslag | 15' Torres 90+2' Villa | Tivoli Neu, Innsbruck Toeschouwers: 30.772 Scheidsrechter: Pieter Vink ( Nederland) |

|                                               |             |                  |              |                                                                                          |
| 14 juni 2008 «onderlinge duels» 20:45 (UTC+2) | Griekenland | 0 – 1            | Rusland      | Wals-Siezenheim, Salzburg Toeschouwers: 31.063 Scheidsrechter: Roberto Rosetti ( Italië) |
| 14 juni 2008 «onderlinge duels» 20:45 (UTC+2) |             | Wedstrijdverslag | 33' Zyrjanov | Wals-Siezenheim, Salzburg Toeschouwers: 31.063 Scheidsrechter: Roberto Rosetti ( Italië) |

|                                               |                |                  |                         |                                                                                        |
| 18 juni 2008 «onderlinge duels» 20:45 (UTC+2) | Griekenland    | 1 – 2            | Spanje                  | Wals-Siezenheim, Salzburg Toeschouwers: 30.883 Scheidsrechter: Howard Webb ( Engeland) |
| 18 juni 2008 «onderlinge duels» 20:45 (UTC+2) | Charisteas 42' | Wedstrijdverslag | 61' De la Red 88' Güiza | Wals-Siezenheim, Salzburg Toeschouwers: 30.883 Scheidsrechter: Howard Webb ( Engeland) |

|                                               |                                 |                  |        |                                                                                         |
| 18 juni 2008 «onderlinge duels» 20:45 (UTC+2) | Rusland                         | 2 – 0            | Zweden | Tivoli Neu, Innsbruck Toeschouwers: 30.772 Scheidsrechter: Frank De Bleeckere ( België) |
| 18 juni 2008 «onderlinge duels» 20:45 (UTC+2) | Pavljoetsjenko 24' Arsjavin 50' | Wedstrijdverslag |        | Tivoli Neu, Innsbruck Toeschouwers: 30.772 Scheidsrechter: Frank De Bleeckere ( België) |

In vergelijking met het vorige EK plaatsten Portugal en Nederland zich opnieuw voor de kwartfinales, Tsjechië, Frankrijk en Denemarken werden respectievelijk uitgeschakeld door Turkije, Italië en Spanje. Zowel Griekenland als Zweden werden uitgeschakeld door Spanje en Rusland, Engeland werd door zowel Kroatië als Rusland uitgeschakeld. Verder plaatste Duitsland zich voor de kwartfinales.

## Knock-outfase
De opzet van de knock-outfase verschilde ten opzichte van de eerdere Europees kampioenschappen. De ploegen die zich in poule A en B bevinden zullen tot aan de finale gescheiden blijven van de ploegen die in poule C en D geloot zijn. Voorheen was dit niet het geval, waardoor het voorkwam dat de finale bestond uit ploegen die elkaar in de poulefase van het toernooi al hadden getroffen. Voorbeelden hiervan zijn de finales van de Europees kampioenschappen in 1988 (Nederland-Sovjet-Unie), in 1996 (Tsjechië-Duitsland) en in 2004 (Griekenland-Portugal). Tijdens deze editie is het mogelijk dat in de halve finale teams tegen elkaar spelen die dat in de poulefase ook al deden. Dit overkwam Rusland en Spanje. Zowel in de poulefase als in de halve finale was Spanje te sterk.
|  | kwartfinale     | kwartfinale     |                 |       | halve finale | halve finale |  |  | finale | finale |
|  |                 |                 |                 |       |              |              |  |  |        |        |
|  |                 |                 |                 |       |              |              |  |  |        |        |
|  | 19 juni – Bazel |                 |                 |       |              |              |  |  |        |        |
|  |                 |                 |                 |       |              |              |  |  |        |        |
|  | Portugal        | 2               |                 |       |              |              |  |  |        |        |
|  | Portugal        | 2               | 25 juni – Bazel |       |              |              |  |  |        |        |
|  | Duitsland       | 3               |                 |       |              |              |  |  |        |        |
|  | Duitsland       | 3               | Duitsland       | 3     |              |              |  |  |        |        |
|  | 20 juni – Wenen |                 | Duitsland       | 3     |              |              |  |  |        |        |
|  |                 | Turkije         | 2               |       |              |              |  |  |        |        |
|  | Kroatië         | Turkije         | 2               | 1 (1) |              |              |  |  |        |        |
|  | Kroatië         |                 | 29 juni – Wenen | 1 (1) |              |              |  |  |        |        |
|  | Turkije         | 1 (3)           |                 |       |              |              |  |  |        |        |
|  | Turkije         | 1 (3)           | Duitsland       | 0     |              |              |  |  |        |        |
|  | 21 juni – Bazel |                 | Duitsland       | 0     |              |              |  |  |        |        |
|  |                 | Spanje          | 1               |       |              |              |  |  |        |        |
|  | Nederland       | Spanje          | 1               | 1     |              |              |  |  |        |        |
|  | Nederland       | 26 juni – Wenen |                 | 1     |              |              |  |  |        |        |
|  | Rusland         | 3               |                 |       |              |              |  |  |        |        |
|  | Rusland         | 3               | Rusland         | 0     |              |              |  |  |        |        |
|  | 22 juni – Wenen |                 | Rusland         | 0     |              |              |  |  |        |        |
|  |                 | Spanje          | 3               |       |              |              |  |  |        |        |
|  | Spanje          | Spanje          | 3               | 0 (4) |              |              |  |  |        |        |
|  | Spanje          |                 |                 | 0 (4) |              |              |  |  |        |        |
|  | Italië          | 0 (2)           |                 |       |              |              |  |  |        |        |
|  | Italië          | 0 (2)           |                 |       |              |              |  |  |        |        |

### Kwartfinales
In vergelijking met het vorig EK plaatsten alleen Portugal en Nederland zich opnieuw voor de kwartfinales. Frankrijk, Tsjechië en Denemarken werden respectievelijk uitgeschakeld door Italië, Turkije en Spanje, Griekenland en Zweden werden beiden uitgeschakeld door zowel Spanje als Rusland, Engeland werd zowel door Rusland als Kroatië uitgeschakeld.

#### Duitsland - Portugal
Vooraf werd Portugal gezien als de favoriet in deze clash tegen Duitsland, het kon zich veroorloven in de laatste groepswedstrijd het B-elftal op te stellen, terwijl Duitsland een moeizame eerste ronde speelde en drie dagen eerder met minimaal verschil van Oostenrijk wist te winnen. Duitsland was echter altijd op zijn best als het echt moet, de geschorste coach Joachim Löw stelde de uitblinker van de eerder gespeelde WK-wedstrijd tegen Portugal, Sebastian Schweinsteiger op. Hij scoorde toen twee maal, maar in dit toernooi viel hij tweemaal in en de derde wedstrijd miste hij door een rode kaart. Samen met Michel Ballack heerste "Schweini" op het middenveld en in de eerste helft scoorde hij na een snelle tegenaanval na een voorzet van Lukas Pudolski. Vlak daarna bediende "Schweini" Miroslav Klose die zijn eerste doelpunt van het toernooi zou maken. Portugal kwam nog twee maal terug in de wedstrijd, maar het derde Duitse doelpunt van Ballack na opnieuw een voorzet van Schweinsteiger zorgde voor de beslissing. Het toernooi was vooral een teleurstelling voor Cristiano Ronaldo, die zijn status niet kon waarmaken, Duitsland werd meteen gezien als een van de favorieten van het toernooi.
|                                               |                       |                  |                                          |                                                                                       |
| 19 juni 2008 «onderlinge duels» 20:45 (UTC+2) | Portugal              | 2 – 3            | Duitsland                                | St. Jakob-Park, Bazel Toeschouwers: 39.374 Scheidsrechter: Peter Fröjdfeldt ( Zweden) |
| 19 juni 2008 «onderlinge duels» 20:45 (UTC+2) | Gomes 40' Postiga 87' | Wedstrijdverslag | 22' Schweinsteiger 26' Klose 61' Ballack | St. Jakob-Park, Bazel Toeschouwers: 39.374 Scheidsrechter: Peter Fröjdfeldt ( Zweden) |

#### Kroatië - Turkije
Voor de wedstrijd tegen Kroatië was de Turkse doelman Volkan geschorst, de ervaren held van het WK 2002 Rüstü Reçber zou hem vervangen. In de eerste helft was de wedstrijd in evenwicht, de beste kans op een doelpunt was voor de Kroaat Ivica Olić, die de lat raakte, nadat hij werd aangespeeld door Luka Mordic. In de tweede helft had Kroatië de beste kansen, maar met kunst-en vliegwerk hield Rüstü zijn doel schoon en met name Niko Kovač miste veel kansen. In de verlenging leek Turkije weer de overhand te krijgen, maar in de laatste minuut scoorde Ivan Klasnić na ongelukkig uitlopen van Rüstü. De stuntploeg zorgde net als tegen Zwitserland en Tsjechië voor een ontsnapping door een doelpunt van Semih Şentürk in de laatste seconde. Kroatië moest meteen strafschoppen nemen, kon de knop niet omdraaien en door missers van Modrić, Rakitić en Petrić plaatste Turkije zich sensationeel voor de halve finale.
|                                               |                            |                  |                           |                                                                                           |
| 20 juni 2008 «onderlinge duels» 20:45 (UTC+2) | Kroatië                    | 1 – 1 (nv)       | Turkije                   | Ernst Happelstadion, Wenen Toeschouwers: 51.428 Scheidsrechter: Roberto Rosetti ( Italië) |
| 20 juni 2008 «onderlinge duels» 20:45 (UTC+2) | Klasnić 119'               | Wedstrijdverslag | 120+2' Şentürk            | Ernst Happelstadion, Wenen Toeschouwers: 51.428 Scheidsrechter: Roberto Rosetti ( Italië) |
| 20 juni 2008 «onderlinge duels» 20:45 (UTC+2) | Strafschoppen              |                  |                           | Ernst Happelstadion, Wenen Toeschouwers: 51.428 Scheidsrechter: Roberto Rosetti ( Italië) |
| 20 juni 2008 «onderlinge duels» 20:45 (UTC+2) | Modrić Srna Rakitić Petrić | 1 – 3            | Arda Semih Hamit Altıntop | Ernst Happelstadion, Wenen Toeschouwers: 51.428 Scheidsrechter: Roberto Rosetti ( Italië) |

#### Nederland - Rusland
Voor de wedstrijd werd de voorbereiding van Oranje op de wedstrijd tegen Rusland opgeschrikt door het bericht dat de vroeg geboren dochter van verdediger Khalid Boulahrouz was overleden. Boulahrouz verklaarde dat hij in staat was te spelen en de spelers van het Nederlands Elftal speelden met rouwbanden. Tegen Rusland speelde Oranje tegen de ervaren ex-bondscoach Guus Hiddink, het Russische kamp zag kansen ondanks de grote overwinningen van Nederland op Italië en Frankrijk, omdat deze landen ook veel kansen kregen tegen Nederland. In de eerste helft was duidelijk dat Nederland niet gemakkelijk zou winnen. Nederland werd alleen gevaarlijk met afstandschoten en dode spelmomenten, doelman Edwin van der Sar moest handelend optreden op een ziedend afstandschot van verdediger Denis Kolodin en een individuele actie van Andrej Arsjavin. In de 52e minuut kreeg de Russische ploeg loon naar werken, toen Roman Pavljoetsjenko voor zijn man kwam en raak schoot. Nederland bracht Robin van Persie nog in het team om het tij te keren, de andere "grote" wisselspeler Arjen Robben was niet beschikbaar door een blessure. Nederland kwam niet tot uitgespeelde kansen, probeerde vooral te scoren via afstandspogingen van Wesley Sneijder en Rusland was in de tegenstoot gevaarlijker, vooral een poging van de onvermoeibare verdediger Joeri Zjirkov had een beter lot verdiend. In de 86e minuut kwam Nederland toch nog op gelijke hoogte door een doelpunt van Ruud van Nistelrooij. Wie verwachtte dat de wedstrijd zou kantelen kwam bedrogen uit: nog in de reguliere speeltijd kreeg Arsjavin een grote kans en in de verlengingen denderden de Russen door. Uiteindelijk werd de wedstrijd in de tweede verlenging beslist door doelpunten van Dmitri Torbinski en Arsjavin, die de bal door de benen van Edwin van der Sar tikte. De smaakmakers van het toernooi waren uitgeschakeld, maar vonden de nederlaag terecht. Edwin van der Sar nam afscheid van het Nederlands Elftal, later gevolgd door Ruud van Nistelrooij. De zege van Rusland was vooral een persoonlijke triomf voor Guus Hiddink, die zijn eigen landgenoten uitschakelde. Het tijdperk onder Marco van Basten, die eerder al aangaf afscheid te nemen van het Nederlands Elftal kwam ten einde.
|                                               |                     |                  |                                                 |                                                                                      |
| 21 juni 2008 «onderlinge duels» 20:45 (UTC+2) | Nederland           | 1 – 3 (nv)       | Rusland                                         | St. Jakob-Park, Bazel Toeschouwers: 38.374 Scheidsrechter: Ľuboš Micheľ ( Slowakije) |
| 21 juni 2008 «onderlinge duels» 20:45 (UTC+2) | Van Nistelrooij 86' | Wedstrijdverslag | 56' Pavljoetsjenko 112' Torbinski 116' Arsjavin | St. Jakob-Park, Bazel Toeschouwers: 38.374 Scheidsrechter: Ľuboš Micheľ ( Slowakije) |

#### Italië - Spanje
Wereldkampioen Italië, dat met veel moeite de eerste ronde overleefde moest in de wedstrijd tegen het goed gestarte Spanje zonder belangrijke spelers Andrea Pirlo en Gennaro Gattuso spelen, zij waren geschorst. Spanje vreesde Italië, het had al in tachtig jaar geen belangrijke wedstrijd van Italië gewonnen. Na het spektakel in de vorige kwartfinales was dit duel een wedstrijd zonder veel hoogtepunten; Spanje domineerde maar creëerde weinig kansen, Italië speelde afwachtend. De beste kansen waren in de tweede helft, Iker Casillas  redde in ultimo op een inzet van Luca Toni namens Italië, Spanjaard Marcos Senna schoot op de paal nadat Gianluigi Buffon een ver schot moeizaam anticipeerde. De strafschoppenserie was onvermijdelijk en na twee Italiaanse en één Spaanse misser schoot Cesc Fàbregas Spanje naar de halve finales, waardoor het land voor de eerste keer sinds 1984 de halve finale van een groot internationaal toernooi haalde. De Italiaanse coach Roberto Donadoni werd verantwoordelijk gehouden voor het weinig succesvolle toernooi en werd ontslagen.
|                                               |                                    |            |                                      |                                                                                             |
| 22 juni 2008 «onderlinge duels» 20:45 (UTC+2) | Spanje                             | 0 – 0 (nv) | Italië                               | Ernst Happelstadion, Wenen Toeschouwers: 48.000 Scheidsrechter: Herbert Fandel ( Duitsland) |
| 22 juni 2008 «onderlinge duels» 20:45 (UTC+2) | Wedstrijdverslag                   |            |                                      | Ernst Happelstadion, Wenen Toeschouwers: 48.000 Scheidsrechter: Herbert Fandel ( Duitsland) |
| 22 juni 2008 «onderlinge duels» 20:45 (UTC+2) | Strafschoppen                      |            |                                      | Ernst Happelstadion, Wenen Toeschouwers: 48.000 Scheidsrechter: Herbert Fandel ( Duitsland) |
| 22 juni 2008 «onderlinge duels» 20:45 (UTC+2) | Villa Cazorla Senna Güiza Fàbregas | 4 – 2      | Grosso De Rossi Camoranesi Di Natale | Ernst Happelstadion, Wenen Toeschouwers: 48.000 Scheidsrechter: Herbert Fandel ( Duitsland) |

### Halve finales
In vergelijking met het vorig EK plaatste geen enkel land zich opnieuw voor de halve finales. Portugal, Nederland en Tsjechië werden respectievelijk uitgeschakeld door Duitsland, Rusland en Turkije, Griekenland werd door zowel Spanje als Rusland uitgeschakeld.

#### Duitsland - Turkije
De verrassing van het toernooi Turkije speelde nu tegen een van de favorieten Duitsland en opende met veel energie, ondanks dat Turkije sterk gehavend was door blessures en schorsingen van belangrijke spelers als Nihat Kahveci. Nadat Kazim Kazim op de lat geschoten had kwam de bal voor de voeten van Ugur Boral die gegrabbel van de Duitse doelman Jens Lehmann afstrafte, vier minuten later scoorde Bastian Schweinsteiger de gelijkmaker. Met kunst-en-vliegwerk voorkwam Lehman dat Turkije in de eerste helft weer op voorsprong kwam. In de tweede helft kwam Duitsland wat beter in de wedstrijd. De beslissing viel in de staart van de wedstrijd, in de 79e minuut profiteerde Miroslav Klose van ongelukkig uitlopen van de Turkse doelman Rüstü Reçber. Turkije wist echter voor de vierde keer in het toernooi in de slotfase terug te komen na een intikker van Semih Şentürk, maar in blessuretijd was het de tegenstander van Turkije die toesloeg in plaats van andersom. Vleugelverdediger Philipp Lahm zorgde voor de 3-2 en Duitsland plaatste zich voor de zesde zesde keer voor de finale.
|                                               |                                       |                  |                       |                                                                                           |
| 25 juni 2008 «onderlinge duels» 20:45 (UTC+2) | Duitsland                             | 3 – 2            | Turkije               | St. Jakob-Park, Bazel Toeschouwers: 39.374 Scheidsrechter: Massimo Busacca ( Zwitserland) |
| 25 juni 2008 «onderlinge duels» 20:45 (UTC+2) | Schweinsteiger 26' Klose 79' Lahm 90' | Wedstrijdverslag | 22' Boral 86' Şentürk | St. Jakob-Park, Bazel Toeschouwers: 39.374 Scheidsrechter: Massimo Busacca ( Zwitserland) |

#### Spanje - Rusland
Na zijn overtuigende optreden tegen Nederland was er veel interesse voor Andrei Arshavin. FC Barcelona zou na het EK een poging wagen de speler over te nemen. In de halve finale tegen Spanje bleef Arshavin echter onzichtbaar en de transfer ging niet door, later zou hij naar Arsenal FC gaan.
In de eerste helft vielen er geen doelpunten, Fernando Torres namens Spanje en Roman Pavljoetsjenko namens Rusland kregen de beste kansen. In de tweede helft kwam Rusland niet meer aan de bak, snel kwam Spanje op voorsprong. Na combinatiespel tussen de begaafde middenvelders Andrés Iniesta en Xavi Hernández scoorde laatstgenoemde. Later werd Xavi uitgeroepen tot beste speler van het toernooi. Spanje was niet meer te houden en na gemiste kansen van Fernando Torres en Xabi Alonso scoorden invaller Daniel González Güiza en David Silva na flitsend combinatiespel, het "tiki-taka-voetbal" was geboren.
|                                               |         |                  |                              |                                                                                              |
| 26 juni 2008 «onderlinge duels» 20:45 (UTC+2) | Rusland | 0 – 3            | Spanje                       | Ernst Happelstadion, Wenen Toeschouwers: 51.428 Scheidsrechter: Frank De Bleeckere ( België) |
| 26 juni 2008 «onderlinge duels» 20:45 (UTC+2) |         | Wedstrijdverslag | 50' Xavi 73' Güiza 82' Silva | Ernst Happelstadion, Wenen Toeschouwers: 51.428 Scheidsrechter: Frank De Bleeckere ( België) |

### Finale
In vergelijking met het vorig EK plaatste zich geen enkel land opnieuw voor de finale. Griekenland en Portugal werden respectievelijk uitgeschakeld door Spanje en Duitsland. Spanje won met 1-0 door een doelpunt van Fernando Torres.
|                                               |           |                  |            |                                                                                           |
| 29 juni 2008 «onderlinge duels» 20:45 (UTC+2) | Duitsland | 0 – 1            | Spanje     | Ernst Happelstadion, Wenen Toeschouwers: 51.000 Scheidsrechter: Roberto Rosetti ( Italië) |
| 29 juni 2008 «onderlinge duels» 20:45 (UTC+2) |           | Wedstrijdverslag | 33' Torres | Ernst Happelstadion, Wenen Toeschouwers: 51.000 Scheidsrechter: Roberto Rosetti ( Italië) |

| UEFA Europees kampioenschap voetbal Winnaar 2008 |
| ------------------------------------------------ |
| SPANJE 2de titel                                 |

## Overzicht van wedstrijden
| Groepswedstrijden | | | |
| Groep A | Groep B | Groep C | Groep D |
| Zwitserland - Tsjechië Portugal - Turkije Tsjechië - Portugal Zwitserland - Turkije Zwitserland - Portugal Turkije - Tsjechië | Oostenrijk - Kroatië Duitsland - Polen Kroatië - Duitsland Oostenrijk - Polen Oostenrijk - Duitsland Polen - Kroatië | Roemenië - Frankrijk Nederland - Italië Italië - Roemenië Nederland - Frankrijk Nederland - Roemenië Frankrijk - Italië | Spanje - Rusland Griekenland - Zweden Zweden - Spanje Griekenland - Rusland Griekenland - Spanje Rusland - Zweden |
| Kwartfinales | | | |
| Portugal - Duitsland | Kroatië - Turkije | Nederland - Rusland | Spanje - Italië                                                                                                   |
| Halve finales | | | |
| Duitsland - Turkije | Duitsland - Turkije                                                                                                  | Rusland - Spanje | Rusland - Spanje                                                                                                  |
| Finale | | | |
| Duitsland - Spanje | | | |

## Doelpuntenmakers
4 doelpunten
- David Villa

3 doelpunten
- Lukas Podolski
- Roman Pavljoetsjenko
- Semih Şentürk
- Hakan Yakin

2 doelpunten
- Michael Ballack
- Bastian Schweinsteiger
- Miroslav Klose
- Ivan Klasnić
- Ruud van Nistelrooij
- Robin van Persie
- Wesley Sneijder
- Andrej Arsjavin
- Daniel González Güiza
- Fernando Torres
- Arda Turan
- Nihat Kahveci
- Zlatan Ibrahimović

1 doelpunt
- Philipp Lahm
- Thierry Henry
- Angelos Charisteas
- Daniele De Rossi
- Christian Panucci
- Andrea Pirlo
- Luka Modrić
- Ivica Olić
- Darijo Srna
- Giovanni van Bronckhorst
- Klaas-Jan Huntelaar
- Dirk Kuijt
- Arjen Robben
- Ivica Vastić
- Roger Guerreiro
- Deco
- Raul Meireles
- Nuno Gomes
- Pepe
- Hélder Postiga
- Ricardo Quaresma
- Cristiano Ronaldo
- Adrian Mutu
- Dmitri Torbinski
- Konstantin Zyrjanov
- Rubén de la Red
- Cesc Fàbregas
- Xavi
- David Jiménez Silva
- Jan Koller
- Jaroslav Plašil
- Libor Sionko
- Václav Svěrkoš
- Uğur Boral
- Petter Hansson

## Individuele prijzen

### Topscorer
David Villa van Spanje werd topscorer van het toernooi met vier doelpunten, een aantal dat hij al na twee groepswedstrijden had bereikt. Drie van de vier doelpunten scoorde Villa (in de groepswedstrijd) tegen Rusland, die Spanje met 4-1 won. Het vierde doelpunt scoorde hij tegen Zweden. Hakan Yakin (Zwitserland), Semih Şentürk (Turkije), Roman Pavljoetsjenko (Rusland) en Lukas Podolski (Duitsland) scoorden allen drie keer.

### Speler van het toernooi
Speler van het toernooi werd Spanjaard Xavi. In de selectie van het toernooi werd hij bijgestaan door negen landgenoten. Edwin van der Sar en Wesley Sneijder behoorden eveneens tot de 23 uitverkoren spelers.

### Doelpunt van het toernooi
Wesley Sneijders doelpunt tegen Frankrijk werd door bezoekers van de website van de UEFA gekozen tot mooiste doelpunt van het toernooi. De Turk Nihat Kahveci werd tweede met zijn tweede doelpunt tegen Tsjechië. De Rus Andrej Arsjavin werd derde met zijn goal tegen Zweden.

## Organisatie
Er waren grote investeringen nodig in de voetbalstadions en de trainingscentra om het EK voetbal te kunnen organiseren. In totaal werd er door de federale overheid van Oostenrijk € 33.797.029,14 gesubsidieerd in de verschillende stadions en trainingscentra in Oostenrijk.
| Accommodatie                                                | 2007            | 2008            | 2009           | 2011         | Totaal          |
| ----------------------------------------------------------- | --------------- | --------------- | -------------- | ------------ | --------------- |
| Stadion Tivoli-Neu (Innsbruck); uitbreiding en ontmanteling | € 1.182.908,00  | € 8.558.703,50  | € 2.234.702,88 | € 281.973,26 | € 12.258.287,64 |
| Hypo-Arena (Klagenfurt); bouw en uitbreiding                | € 6.831.002,00  | € 4.494.135,50  | -              | -            | € 11.325.137,50 |
| Ernst Happelstadion (Wenen); aanpassingen                   | € 5.535.000,00  | € 2.300.700,00  | -              | -            | € 7.835.700,00  |
| Stadion Wals-Siezenheim (Salzburg); uitbreiding             | € 400.000,00    | € 291.000,00    | -              | -            | € 691.000,00    |
| EURO-Trainingscentrum Ried im Innkreis                      | -               | € 700.000,00    | -              | -            | € 700.000,00    |
| EURO-Trainingscentrum Faaker See                            | -               | € 650.000,00    | -              | -            | € 650.000,00    |
| EURO-Trainingscentrum Salzburg/Rif                          | -               | € 336.904,00    | -              | -            | € 336.904,00    |
| Totaal                                                      | € 13.948.910,00 | € 17.331.433,00 | € 2.234.702,88 | € 281.973,26 | € 33.797.029,14 |